# Ceriantipatharia
Ceriantipatharia foi uma subclasse de corais antozoários . O clado criado por van Beneden (1897) unia as ordens Ceriantharia e Antipatharia, utilizando como critério o desenvolvimento larval de Ceriantharia comparado com os pólipos adultos de Antipatharia. Porém, através de análises moleculares foi evidenciado que essas duas ordens não são relacionadas e não formam um grupo monofilético, fazendo com que o clado caísse em desuso 